# 島田裕二

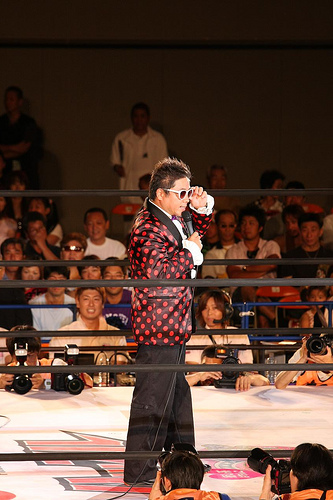
島田裕二

島田 裕二（しまだ ゆうじ、1966年11月24日 - ）は、教育者（保育園園長）、格闘技レフェリー、ルールディレクター。並びにプロレス興行の出演者。広島県福山市出身。千葉県船橋市在住。東洋大学卒業。

## 概要
「高田延彦 vs. ヒクソン・グレイシー 戦」（1997年10月、PRIDE.1）を始め、「桜庭和志 vs. ホイス・グレイシー 戦」、「ミルコ・クロコップ vs. 藤田和之 戦」、「ヴァンダレイ・シウバ vs. 桜庭和志 戦」 など数々の歴史的勝負を裁いたレフェリー。総合格闘技からコミカルな試合まで、対応できる試合は幅広い。総合格闘技のレフェリーとして世界的に知られている。

## 来歴
1992年、プロフェッショナルレスリング藤原組マイアミ大会でレフェリーデビュー。同団体や1996年に移った格闘探偵団バトラーツ在籍中からK-1やリングスといった格闘技団体をはじめ、多数のインディー団体や全日本プロレスでもレフェリーを務めている。バトラーツでは石川雄規とともに運営を担っていたが、石川とそりが合わなくなり同団体を離れた。
その後、格闘技興行PRIDE（やれんのか! 大晦日! 2007を含む）ルールディレクター、PRIDE・DREAMレフェリー、プロレス興行ハッスルディレクター、ハッスルのキャラクター「島田二等兵」、自らが設立したフィットネスジムBCGのオーナー、などとさまざまな方面で活動を行っている。
また、選手としての経験も豊富で、海外で「ニンジャ2号」のリングネームでレスラーデビューしたほか、リングスが主催していたアマチュアトーナメントで準優勝したこともある。このように各団体を転々としており「ヤドカリ」というキャラで通っている。
2009年8月15日、アメリカ合衆国カリフォルニア州サンノゼで開催された総合格闘技興行「Strikeforce: Carano vs. Cyborg」にレフェリーとして出場。ファブリシオ・ヴェウドゥム vs. マイク・カイル 戦を裁いた。
ハッスルでは高田モンスター軍に所属。ハッスル初期の頃は参謀長だったが、2005年2月に島田が企画した「モンスターロワイヤル」の試合内容のお粗末さに高田総統が激怒し、参謀長から二等兵へと降格させられた。ちなみに島田二等兵の「本名」は島田雄三（しまだゆうぞう）で、島田の遠い親戚という設定になっている。
島田二等兵のキャラクターが認知された頃から、ハッスルと同じ興行団体DSEが主催するPRIDEで大会が始まる前の審判・ジャッジ紹介で名前が呼ばれる時に観客から拍手の代わりにブーイングが起き、それに対して島田は「あれれ?」という感じで首を傾けることが恒例になっている。このブーイングは数試合続いていた試合の高速ストップ、土壇場でカメラへ覆いかぶさるように横切るレフェリング、試合後特定の選手に対する不自然なほどの擁護と批判、からきている。
特に2002年4月28日PRIDE.20菊田早苗Ｖｓアレクサンダー大塚戦において、大塚が何回も故意に近い金的をしているのに、注意にとどめ、全体的に大塚に有利なジャッジをしていた。この後からブーイングは始まった。
2008年9月1日付けで『特命係長・島田工作員』への昇格が決まり、二等兵の後釜には小路晃が入った。昇格直後の9月17日ハッスルにおいては、3対1のハンデ戦で、天龍源一郎から工作員波乗り固めで3カウントを奪った。
2011年よりシンガポールの総合格闘技団体「ONE Fighting Championship」のヘッドレフェリーに就任。タイトルマッチやメイン級カードのレフェリングを行った。2015年に設立した総合格闘技イベント「RIZIN FIGHTING FEDERATION」でピーター・アーツとバルトの大晦日対決などでレフェリーを担当した。
2016年頃から千葉県船橋市にて、レフェリー業の傍ら学童の運営や、船橋市とセブンイレブンが共同事業として行う船橋インフォメーションセンターにて、船橋コンシェルジュなどを行い社会貢献活動を開始した。
2018年に千葉県市川市行徳にコンパス幼保園を設立し園長として運営に関わる。2020年4月にコンパス幼保園船橋校が千葉県船橋市藤原に開校予定。

## 人物
- K-1、PRIDE，DREAM等の格闘技においてルールディレクター及びレフェリーとして活躍。 アメリカ3州（ネバダ、カルフォルニア、ハワイ）のレフェリーライセンス取得。 長年レフェリーとして世界中を渡り歩き、各国々で話す英語の重要性を認識し英語支援活動に目覚める。
- 共に保育園を運営する看護師の妻と二人の子どもがいる。
- 海外を含めた総合格闘技の試合で数多くのレフリングを行い、選手と触れ合ってきた結果、ハングリー精神にあふれる海外選手と日本人選手の間にギャップを感じ、原因を突き詰めた結果、幼児教育の重要性に気付いたと語っている。[1]

教育支援活動
J-SHINE小学校英語指導者資格修得。

AEONこども英語指導取得。

保育士免許取得。

英語検定2級取得。

NPO法人教育支援協会東京第2支部｢多摩っ子クラブ｣にて英語指導。

立川市けやき台小学校にて英語指導、及び総合学習支援。

立川市上砂川小学校にて英語指導。

田無市第一中学校にて英語支援。

立川市大山小学校総合学習支援。

立川市けやき台小学校第2学童保育所にて指導員参加。

立川市西砂小学校　第2学童保育所にて指導員参加。

NPOいきいきスポーツの理事に就任、スポーツと英語を通じての児童教育支援行う。 
平成25年4月8日、千葉県船橋市にスポーツと英語が学べる放課後スクール「3S アカデミー」を開校した。
平成29年コンパス幼保園市川校を開校した。

## 出演

### 映画
- 殴者（2005年）

### web
- 島田裕二の格闘ファイティングサーキット（あっ!とおどろく放送局、2009年 - ）
- 島田裕二のワンダーランドマップ（WALLOP、2012年-）